# A Valsa do Pódio
A Valsa do Pódio é um curta-metragem brasileiro (26 min.), lançado em 2013, e dirigido por Daniel Hanai e Bruno Carneiro. O filme foi um dos vencedores do projeto Memória do Esporte Olímpico Brasileiro.
Ele foi exibido no dia 06 de Outubro de 2013 no canal ESPN no programa "ESPN Filmes".